# Orion Weiss
Orion Weiss (né le 8 novembre 1981 à Lyndhurst dans l'Ohio) est un pianiste classique américain. 

## Éducation et enseignement
Weiss a commencé ses études musicales à la Preucil School of Music à Iowa City, Iowa. Lorsque sa famille s'installe à Lyndhurst, dans l'Ohio, il poursuit ses études de piano avec Carol Lubetkin, puis avec la pianiste et compositrice Edith Reed. Il assiste régulièrement chaque année au camp artistique Interlochen entre 1991 et 1995. Entre 1995 et 2000, il étudie auprès de Paul Schenly, titulaire de la chaire Reinberger en piano et chef du département de piano au Cleveland Institute of Music. Également au cours de ces années, il participe à des festivals de musique d'été et des ateliers à Pianofest dans les Hamptons, l'Académie Internationale de Piano Sergei Babayan, le Perlman Music Program et l' Académie de Musique de l'Ouest. En 2004, il obtient un baccalauréat en musique de la Juilliard School à New York, où il a étudié avec Emanuel Ax. 
Weiss participe régulièrement à une résidence d’enseignement pour jeunes musiciens doués à Medellin, en Colombie, la Red Esquela de Musica Festicamara Medellin.

## Carrière
En février 1999, Oion Weiss a fait ses débuts au Cleveland Orchestra avec le concerto pour piano n° 1 de Liszt. En mars 1999, avec moins de 24 heures de préavis, il remplace André Watts pour une interprétation du concerto pour piano n ° 2 de Shostakovich, avec l'orchestre symphonique de Baltimore. Il est immédiatement  invité à retourner à l’Orchestre pour donner le concerto pour piano de
Tchaïkovski en octobre 1999. 
Weiss est présenté dans les revues 2004 Musical America et Symphony Magazine de mars 2004  dans le cadre de la prochaine génération de grands artistes de la musique classique. Il joue avec de nombreux orchestres tels que l'Orchestre philharmonique de Los Angeles, l'Orchestre symphonique de Chicago, le New World Symphony, l'Orchestre symphonique de Vancouver, l'Orchestre de Philadelphie, Cleveland Orchestra et l'Orchestre philharmonique de New York. Il fait ses débuts à New York au Alice Tully Hall en avril 2005. Il fait également ses débuts européens en 2005 dans un récital au musée du Louvre à Paris. Il effectue une série de  tournées : en Israël avec le Israel Philharmonic Orchestra dirigé par Itzhak Perlman en 2005 ; aux États-Unis avec l'Orchestre der Klangverwaltung de Munich dirigé par Enoch zu Guttenberg en octobre 2007 ; en Chine avec l'Orchestre symphonique de Pittsburgh en mai 2009. En 2010, il participe à un projet d'enregistrement de l'intégrale des œuvres pour piano et orchestre de Gershwin avec le Philharmonique de Buffalo et JoAnn Falletta, intitulé "Ce que cet enregistrement de Gershwin signifie pour moi". À l'été 2011, Weiss fait ses débuts avec le Boston Symphony Orchestra à Tanglewood. 
En tant que récitaliste et musicien de chambre, Weiss joue partout aux États-Unis dans divers lieux et festivals, du Lincoln Center for Performing Arts à la Seattle Chamber Music Society, en passant par le Carnegie Hall. Il est membre du programme de la Société de musique de chambre du Lincoln Center de 2002 à 2004, qui comprend notamment sa participation au concert d'ouverture de la saison 2002-03 de la Société à Alice Tully Hall avec Shai Wosner. En outre, Weiss donne des récitals duo-piano avec, entre autres, Emanuel Ax . Il décrit sa préparation pour les récitals dans un profil de 2006 . Il fait ses débuts en récital au Kennedy Center à Washington DC en janvier 2012. Il rejoint le Pacifica Quartet au Festival Casals à Porto Rico au printemps 2012. 
Orion Weiss est marié à la pianiste Anna Polonsky avec laquelle il a joué des concertos pour deux pianos avec orchestre (dont la symphonie de Columbus), ainsi que pour des récitals à deux pianos et à quatre mains, dont Chamber Music Northwest, Festival de musique de chambre de Seattle, Camerata Pacifica, Barge Music, Bay Chamber Concerts et Bard Music Festival.

## Prix et reconnaissances
- 1999 : Prix Gilmore du jeune artiste[18]
- 2001 : Prix Mieczyslaw Munz à la Juilliard School
- 2002 : Subvention de carrière Avery Fisher[19].
- 2002, 2003 : Bourse Gina Bachauer à la Juilliard School[20].
- 2005 : Prix Juilliard William Petschek[21].
- 2010 : Jeune artiste de l'année de la Classical Recording Foundation

## Enregistrements
- Oeuvres pour piano et violoncelle de Rachmaninoff, Beethoven, Schumann avec la violoncelliste Julie Albers (Artek Records, 2005), Artek AR-0022-2
- JS Bach, Scriabine, Mozart, Carter (Yarlung Records, 2008), enregistrement numérique audiophile
- Gershwin: Concerto en fa; Rhapsody N ° 2; I Got Rhythm Variations - Orion Weiss, piano, Orchestre Philharmonique de Buffalo, JoAnn Falletta , chef d'orchestre (Naxos American Classics 8.559705), Blu-ray audio, CD
- 42 Bartok Bagatelles, Dvorak Humoresques, Visions Fugitifs de Prokofiev (Bridge Records, Inc 2012)
- Domenico Scarlatti, Complete Keyboard Sonatas Vol. 15 (Naxos 8.573222, 2014), CD